# 馬格諾利亞 (肯塔基州)
馬格諾利亞（英語：Magnolia）是位於美國肯塔基州拉魯縣的一個人口普查指定地區。

## 人口
根據2020年美國人口普查的數據，馬格諾利亞的面積為5.30平方千米，當中陸地面積為5.28平方千米，而水域面積為0.02平方千米。當地共有人口535人，而人口密度為每平方千米100.94人。